# Lin Sang
Lin Sang, född den 17 augusti 1977, är en kinesisk idrottare som tog silver i bågskytte vid olympiska sommarspelen 2004.